# コレスタンテトラオール-26-デヒドロゲナーゼ
コレスタンテトラオール-26-デヒドロゲナーゼ（cholestanetetraol 26-dehydrogenase）は、次の化学反応を触媒する酸化還元酵素である。
反応式の通り、この酵素の基質は(25R)-5β-コレスタン-3α,7α,12α,26-テトラオールとNAD+、生成物は(25R)-3α,7α,12α-トリヒドロキシ-5β-コレスタン-26-アールとNADHとH+である。
組織名は(25R)-5β-cholestane-3α,7α,12α,26-tetraol:NAD+ 26-oxidoreductaseで、別名に以下のものがある。
- cholestanetetrol 26-dehydrogenase
- 5β-cholestane-3α,7α,12α,26-tetrol dehydrogenase
- TEHC-NAD oxidoreductase
- 5β-cholestane-3α,7α,12α,26-tetraol:NAD+ 26-oxidoreductase